# 布鲁赫克伯尔
布鲁赫克伯尔（德語：Bruchköbel，發音：[ˈbʁʊxˌkøːbl̩] ⓘ）是德国黑森州达姆施塔特行政区美因-金齐希县的城市，面积29.69平方千米，2023年12月31日人口为20,894人。